# Cheirotonus jambar
Cheirotonus jambar är en skalbaggsart som beskrevs av Yoshihiko Kurosawa 1984. Cheirotonus jambar ingår i släktet Cheirotonus och familjen Euchiridae. Inga underarter finns listade i Catalogue of Life.